# Journal of Perinatology
Il Journal of Perinatology è una rivista medica mensile sottoposta a revisione paritaria, che tratta di perinatologia. È stata fondata nel 1981 col nome di Journal of the California Perinatal Association e ha assunto la denominazione attuale nel 1984. È pubblicata dalla Nature Publishing Group per conto della California Perinatal Association di cui è la rivista ufficiale. 
Il caporedattore è Edward E. Lawson (Johns Hopkins Hospital). 
Secondo il Journal Citation Reports, nel 2020 la rivista ha ricevuto un fattore di impatto pari a 2,521.[1] Nel 2025 ha avuto un indice H pari a 119.